# Santa Cruz, Tamaulipas
Santa Cruz är en ort i Mexiko.   Den ligger i kommunen Hidalgo och delstaten Tamaulipas, i den centrala delen av landet, 500 km norr om huvudstaden Mexico City. Santa Cruz ligger 273 meter över havet och antalet invånare är 328.
Terrängen runt Santa Cruz är platt, och sluttar österut. Runt Santa Cruz är det glesbefolkat, med 9 invånare per kvadratkilometer. Närmaste större samhälle är Oyama, 11,7 km sydost om Santa Cruz. I omgivningarna runt Santa Cruz växer huvudsakligen savannskog.